# Mâncio Lima
Mâncio Lima – miasto i gmina w Brazylii, leży w stanie Acre. Gmina zajmuje powierzchnię 5452,85 km². Według danych szacunkowych w 2016 roku miasto liczyło 17 545 mieszkańców. Położone jest około 600 km na północny zachód od stolicy stanu, Rio Branco, oraz około 3400 km na zachód od Brasílii, stolicy kraju. 
1 marca 1963 roku miejscowość Mâncio Lima została podniesiona do rangi gminy. Nowa gmina została utworzona poprzez wyłączenie z terenów gminy Cruzeiro do Sul. 
W 2014 roku wśród mieszkańców gminy PKB per capita wynosił 11 212,53 reali brazylijskich.